# Sárszentmihály
Sárszentmihály è un comune dell'Ungheria di 2.917 abitanti (dati 2001). È situato nella contea di Fejér.